# Ivan Ivančić
Ivan Ivančić (* 6. Dezember 1937 in Grabovica, Tomislavgrad; † 28. August 2014 in Zagreb) war ein jugoslawischer Kugelstoßer.

## Leben
1969 wurde er Achter bei den Europäischen Hallenspielen in Belgrad und 1970 Siebter bei den Halleneuropameisterschaften in Wien. Bei den Olympischen Spielen schied er 1972 in München und 1976 in Montreal in der Qualifikation aus. Bei den Mittelmeerspielen gewann er 1975 Gold und 1979 Bronze.
Jeweils Bronze errang er bei den Halleneuropameisterschaften 1980 in Sindelfingen und 1983 in Budapest. Bei den Weltmeisterschaften 1983 in Helsinki wurde er Zwölfter. Siebenmal wurde er jugoslawischer Meister.
Ivan Ivančić war Trainer beim AK Agram; er trainierte auch die kroatische Diskuswerferin Sandra Perković.
Der Kugelstoßwettbewerb des Hanžeković Memorial ist seit 2014 nach ihm benannt.

## Persönliche Bestleistungen
- Kugelstoßen: 20,77 m,	31. August 1983, Koblenz
  - Halle: 20,40 m, 20. Februar 1983, Budapest